# ادکو
ادکو نام شهر و شهرستانی در استان بحیره مصر است. 